# Bartův nový kamarád
Bartův nový kamarád (v anglickém originále Bart's New Friend) je 11. díl 26. řady (celkem 563.) amerického animovaného seriálu Simpsonovi. Scénář napsal Judd Apatow a díl režíroval Bob Anderson. V USA měl premiéru dne 11. ledna 2015 na stanici Fox Broadcasting Company a v Česku byl poprvé vysílán 1. července 2015 na stanici Prima Cool.

## Děj
Homer se dozvídá, že za něj už léta zaskakuje odcházející inspektor bezpečnosti sektoru 7G Don Bookner, což znamená, že Homer bude muset pracovat, aby si udržel práci. Protože je pod tlakem a nemůže si odpočinout, navrhne Marge, aby šla rodina do cirkusu. Zde se Homer stále nedokáže bavit, a dokonce praští klauna, který se ho pokouší obelstít. Bart navrhne, že by mohli navštívit hypnotizéra. Hypnotizér Sven Golly přiměje Homera, aby uvěřil, že je mu opět deset let, a pak se vyhne šéfu Wiggumovi, když vyjde najevo, že hypnotizér je zločinec. V nemocnici mu doktor Dlaha vysvětlí, že jediný způsob, jak Homera přivést zpět, je znovu kontaktovat Gollyho, jinak riskuje trvalé poškození jeho psychiky. 
To Barta donutí sdílet pokoj s Homerem a je překvapen, když mu nový Homer řekne, že až vyroste, nebude mít práci ani rodinu. Bart si z Homera k Milhousově zděšení udělá svého nového nejlepšího přítele a komplice. Na druhé straně se Marge věnuje pletení, protože se jí začíná stýskat po manželovi, přestože se s ním jejich děti baví: Líza s ním pořádá koncert a Bart se díky Homerově ochraně vyhýbá šikaně. Šéfu Wiggumovi se nakonec podaří Gollyho chytit a plánuje ho přivést zpět, ale s Marge zjistí, že Homer a Bart utekli do Itchy & Scratchy Landu, aby spolu strávili ještě jeden den. 
Homer je nakonec přistižen a rozpolcen mezi láskou k Marge a novým poutem s Bartem. Vybere si Marge a rozloučí se se svým nejlepším přítelem a poradí mu, aby zůstal navždy desetiletý. Než Marge zvrátí hypnózu, požádá Gollyho, aby Homera přiměl k větší náklonnosti, odmítá se totiž po sexu mazlit. Golly pak Homera přivede zpět k jeho starému já, ale než mu Marge vysvětlí, co se stalo, Homer se domnívá, že důvodem jeho přítomnosti v Itchy & Scratchy Landu bylo to, že byl opilý, a požádá o odpuštění, které mu Marge dá. Později té noci Homer navštíví Barta v jeho pokoji a svěří se mu, že měl v dětství zvláštního kamaráda, ale nemůže si vzpomenout, kdo to byl. Rozhodne se také, že ho už nebude škrtit a raději s ním chce začít nový krok. Později, po sexu, Homer impulzivně nabídne Marge, že se s ní pomazlí, a ta pak začne být za Gollyho vděčná. 
Následně se ve speciálně vyrobené cele ukáže, že Gollymu se podařilo zhypnotizovat Wigguma, aby si myslel, že je skutečným vězněm, a zůstane v cele zavřený, než ho navštíví Loki.

## Produkce
Scénář k dílu Bartův nový kamarád napsal Judd Apatow, známý například z filmů Ženy sobě nebo 40 let panic. Epizoda vznikla jako speciální scénář, který Apatow napsal, když mu bylo 22 let, ve stylu prvních dílů seriálu. V rozhovoru pro TVGuide.com Apatow vysvětlil: „Napsal jsem také scénář pro skvělý seriál Chrise Elliotta Get a Life. Přivedli mě alespoň na schůzku, ale ani ta nevedla k žádné práci. A pak, o tolik let později, zavolal Al Jean a řekl: ‚Hele, teď to natočíme!‘.“.

## Kulturní odkazy
Díl obsahuje vzpomínkovou scénu na oběti střelby v redakci Charlie Hebdo v Paříži ze 7. ledna s vystřiženou scénou, v níž Maggie, jejíž postoj připomíná obraz Eugèna Delacroixe Svoboda vede lid, drží vlajku s nápisem Je suis Charlie.

## Přijetí
Epizodu sledovalo 4,28 milionu diváků, čímž se stala nejsledovanějším pořadem stanice Fox té noci. Byl to třetí nejsledovanější pořad ve svém vysílacím čase, kterému vévodil přenos předávání Zlatých glóbů na NBC.
Dennis Perkins z The A.V. Clubu udělil dílu známku B, když řekl: „Odmítám myšlenku, že Simpsonovým došly příběhy, protože příběhy, které se dají vyprávět ze vztahů a konfliktů rodinné jednotky, neberou konce.“.
Jesse Schedeen napsal pro IGN závěr, že ačkoli se jedná o „naprosto slušnou novou kapitolu seriálu“, díl působí typicky pro aktuální řadu, místo aby připomínal starší epizody, které Apatow sledoval, když ji psal. Dílu udělil známku 6,8 z 10.
Dan Castellaneta byl za roli Homera v této epizodě nominován na cenu za vynikající hlasový výkon postavy na 67. ročníku Primetime Emmy Awards jako jeden ze tří dabérů Simpsonových, kteří byli nominováni.